# Cladonotella
Cladonotella is een geslacht van rechtvleugeligen uit de familie doornsprinkhanen (Tetrigidae). De wetenschappelijke naam van dit geslacht is voor het eerst geldig gepubliceerd in 1909 door Hancock.

## Soorten
Het geslacht Cladonotella omvat de volgende soorten:
- Cladonotella beccarii Bolívar, 1898
- Cladonotella bicristulata Günther, 1938
- Cladonotella gibbosa Haan, 1842
- Cladonotella insulana Willemse, 1961
- Cladonotella interrupta Bolívar, 1898